# Ophiomyia shastensis
Ophiomyia shastensis este o specie de muște din genul Ophiomyia, familia Agromyzidae, descrisă de Spencer în anul 1981.
Este endemică în California. Conform Catalogue of Life specia Ophiomyia shastensis nu are subspecii cunoscute.